# Adrien Hardy
Adrien Hardy, francoski veslač, * 30. julij 1978, Nimes.
Hardy je sprva tekmoval v enojcu, nato pa je to disciplino opustil in se posvetil dvojnemu dvojcu.
Za Francijo je na Olimpijskih igrah prvič nastopil leta 2000 in osvojil sedmo mesto. Na Poletnih olimpijskih igrah 2004 v Atenah je veslal v paru s Sébastienom Vieilledentom ter osvojil zlato medaljo.
Doslej je osvojil dva naslova svetovnega prvaka v dvojnem dvojcu ter dvakrat osvojil srebrno medaljo. Leta 2008 je v francoskem osmercu na Evropskem prvenstvu osvojil še naslov evropskega prvaka.